# Маргарет Тачер
Маргарет Хилда Тачер, баронеса Тачер (енгл. Margaret Thatcher; Грантам, 13. октобар 1925 — Лондон, 8. април 2013), рођена као Маргарет Хилда Робертс, била је британска политичарка. Обављала је функцију председника владе Уједињеног Краљевства. Позната је као Челична Лејди (енгл. Iron Lady).
Тачерова је студирала хемију на Сомервил колеџу у Оксфорду и кратко је радила као хемичар-истраживач пре него што је постала адвокат. Изабрана је за члана парламента из Финчлија 1959. Едвард Хит ју је именовао за државног секретара за образовање и науку у својој влади 1970–1974. Године 1975. победила је Хита на изборима за руководство Конзервативне странке и постала вођа опозиције и прва жена која је водила велику политичку странку у Уједињеном Краљевству.
Када је постала премијерка након победе на општим изборима 1979. године, Тачерова је увела низ економских политика које су имале за циљ да зауставе високу инфлацију и реше британске економске проблеме у светлу зиме незадовољства и надолазеће рецесије.
Њена политичка филозофија и економска политика наглашавале су дерегулацију (посебно финансијског сектора), приватизацију државних предузећа и смањење моћи и утицаја синдиката. Њена популарност у првим годинама на функцији је опала усред рецесије и растуће незапослености. Победа у Фокландском рату 1982. и економија која се опоравља довела је до поновног оживљавања подршке, што је резултирало њеним поновним избором 1983. године. Преживела је покушај атентата од стране Привремене IRA у бомбашком нападу на хотел у Брајтону 1984. и остварила политичку победу против Националне уније рудара у штрајку рудара 1984–85.
Тачерова је поново изабрана за трећи мандат са још једним преокретом 1987. године, али њена каснија подршка Накнади заједнице (такође позната као „бирачка такса“) била је веома непопуларна, а њене све евроскептичнији ставови о Европској заједници нису делили други у њеном кабинету. Поднела је оставку на мјесто премијера и партијског лидера 1990. године, након што је покренуто питање поверења њеном руководству, а наследио ју је Џон Мејџор, државни канцелар. Након што се повукла из Дома комуна 1992. године, добила је доживотну титулу баронице Тачер (из Кестевена у округу Линколншир) што јој је дало право да буде део Дома лордова. 2013. године умрла је од можданог удара у хотелу Риц у Лондону у 87. години.
Она је поларизујућа личност у британској политичкој историји. Тачерова је ипак позитивно оцењена у анализама учинка премијера УК кроз историју и истраживањима јавног мњења на питање о валоризацији рада британских премијера. Њен мандат је представљао престројавање ка неолибералној политици у Британији, а о комплексном наслеђу приписаном овој промени се расправљало у 21. веку.
Позната је по одличним односима са Роналдом Реганом, који ју је изузетно ценио, као и по начину на који 1982. водила Уједињено Краљевство у Фолкландском рату.

## Детињство и образовање
Маргарет Хилда Робертс је рођена 13 октобра 1925. у Грантаму, Линколншир. Њени родитељи су били Алфред Робертс (1892–1970), из Нортемптоншира, и Беатрис Етел Стивенсон (1888–1960), из Линколншира. Бака њеног оца по мајци, Кетрин Саливан, рођена је у округу Кери у Ирској.
Робертс је провела детињство у Грантаму, где је њен отац поседовао продавницу дувана и дућан робе широке потропшње. Године 1938, пре Другог светског рата, породица Робертс је накратко дала уточиште једној тинејџерки Јеврејки која је побегла из нацистичке Немачке. Са својом старијом сестром Мјуријел је штедела џепарац како би помогла у плаћању тинејџерског путовања.
Алфред је био одборник и методистички проповедник. Одгајао је своју ћерку у методистичкој вери. Одлазили су у Методистичку цркву у улици Финкин, али је Маргарет била скептична спрам религије; рекла је пријатељици да не може да верује у анђеле, рачунајући да им је потребна грудна кост дужине метар и осамдесет центиметара ради подупирање крила. Алфред је потицао из либералне породице, али је учествовао у политичком животу (као што је тада било уобичајено у локалној власти) као независни политичар. Службовао је као градоначелник Грантама од 1945. до 1946. и изгубио је функцију одборника 1952. након што је Лабуристичка партија освојила већину 1950. године.
Похађала је основну школу Хунтингтовер Роуд и добила је стипендију за гимназију Kesteven and Grantham Girls' School. Њени школски извештаји показали су да је као ђак напорно радила и континуирано се усавршавала; њене ваннаставне активности укључивале су клавир, хокеј на трави, рецитале поезије, пливање и ходање Била је главна девојка 1942–43, и ван школе, док је трајао Други светски рат, добровољно је радила као дежурни чувар против пожара у локалној АРП служби. Други студенти су је описивали као „научну звезду“. Током шесте године школовања добила је стипендију за студије хемије на Сомервил колеџу у Оксфорду, женском колеџу, где је почела да студира од 1944. Након што се други кандидат повукао, Робертсова је примљена на Оксфорд у октобру 1943.

### Оксфорд (1943—1947)
Дипломирала је на Оксфорду 1947. са дипломом друге класе из хемије, након специјализације за кристалографију рендгенских зрака под надзором Дороти Хоџкин. Њена дисертација је била о структури антибиотика грамицидина. Такође је стекла звање магистра уметности 1950. године. Наводно је била поноснија што је постала први премијер са дипломом из области науке него што је постала прва жена премијер. Док је била премијерка, покушала је да сачува Сомервил као женски колеџ. Двапут седмично ван студија радила је у локалној војној мензи.
Током боравка на Оксфорду, Робертс је била позната по свом изолованом и озбиљном ставу. Њен први дечко, Тони Бреј (1926–2014), сећао се да је била „веома промишљена и веома добар саговорник. Била је добра у општим предметима“.
Робертсова није студирала само хемију, јер је намеравала да буде хемичар само на кратко, већ је размишљала о праву и политици. Њен ентузијазам за политику док је још била девојчица натерао је Бреја да је сматра „необичном”, а њене родитеље „помало строгим” и „веома пристојним”. Постала је председник Конзервативног удружења Универзитета Оксфорд 1946. На њу су на универзитету утицала политичка дела попут Пут у кметство Фридриха Хајека (1944), који је у књизи осудио економску интервенцију владе као претечу ауторитарне државе.

### Каријера након Оксфорда (1947—1951)
Након дипломирања, Робертсова се преселила у Колчестер у Есексу, где је радила као истраживач-хемичар за BX Plastics. Године 1948. пријавила се за посао у Imperial Chemical Industries (ICI), али је одбијена након што ју је кадровско одељење оценило као својеглаву, тврдоглаву и опасно самопоуздану. Џон Агар у Белешкама и записима тврди да је њено разумевање савремених научних истраживања касније утицало на њене ставове као премијера.
Придружила се локалном Конзервативном удружењу и присуствовао партијској конференцији у Ландудну, Велс, 1948. године, као представник Универзитетске дипломиране конзервативне асоцијације. У међувремену, постала је високорангирана чланица Vermin Club, групе конзервативаца основане као одговор на претходни погрдни коментар Анеурин Беван. Један од њених пријатеља са Оксфорда био је и пријатељ председника Дартфордског конзервативног удружења у Кенту, који је регртутовао нове чланове и кандидате за изборе. Званичници удружења били су толико импресионирани њоме да су је тражили да се пријави, иако није била на одобреној листи странке; изабрана је у јануару 1950. (24 године) и додата на одобрену листу post ante.
На вечери, након формалног усвајања њене кандидатуре испред конзервативаца за Дартфорд у фебруару 1949, упознала је разведеног Дениса Тачера, успешног и богатог бизнисмена, који ју је одвезао на воз у Есексу. Након њиховог првог сусрета, она га је описала Мјуријел као „не баш привлачно створење – веома уздржано, али прилично фино“. У припреми за изборе, Робертс се преселила у Дартфорд, где се издржавала радећи као хемичар за истраживање за J. Lyons and Co. у Хамерсмиту, део тима који је развијао емулгаторе за сладолед. Удала се у Веслијевој капели (Wesley's Chapel) и њена деца су тамо крштена, али су она и њен муж почели да посећују богослужења Цркве Енглеске и касније су прешли у англиканство.

## Рана политичка каријера
На општим изборима 1950. и 1951. била је кандидат конзервативаца за лабуристичко седиште Дартфорда. Локална странка ју је изабрала за свог кандидата јер је, иако није била динамичан говорник, била добро припремљена и неустрашива у својим одговорима. Потенцијални кандидат, Бил Додс, присећа се:„ Када је отворила уста, ми остали смо почели да изгледамо прилично другоразредно.” Привукла је пажњу медија као најмлађа и једина кандидаткиња; 1950. била је најмлађи кандидат конзервативаца у земљи. Изгубила је у оба наврата од Нормана Додса, али је смањила вођство лабуриста за 6.000, а затим за још 1.000. гласова разлике. Током кампања подржавали су је родитељи и будући супруг Денис Тачер за кога се удала децембра 1951. Денис је финансирао студије своје жене за адвокатску комору (струковно удружење правника); квалификовала се за адвоката 1953. године и специјализирала се за порезе. Касније те исте године рођени су њихови близанци Керол и Марк, превремено рођени царским резом.

### Члан парламента (1959—1970)
Године 1954. Тачерова је поражена када је тражила да буде кандидат Конзервативне странке на допунским изборима у Орпингтону јануара 1955. Одабрала је да се не кандидује на општим изборима 1955. у каснијим годинама, изјавивши: „Заиста сам осећала да су близанци [...] само двоје, заиста сам осећала да је прерано. Нисам могла то." Након тога, Тачерова је почела да тражи безбедно место конзервативаца и изабрана је за кандидата у Финчлију априла 1958. (замало победивши Иана Монтагуа Фрејзера). Изабрана је за посланика за ово место након тешке кампање на изборима 1959. Узимајући користи од свог срећног резултата у лутрији за бекбенчере (тип посланика) да предложе нови закон, Њен први говор био је, необично, у прилог предлоу који је захтевао од локалних власти да одрже своје састанке савета јавно; закон је изгласан. Године 1961. иступила је против званичног става Конзервативне странке гласајући за поновно успостављање бичевања као судске телесне казне.

### На предњим клупама
Њен таленат и енергичност довели су до тога да се спомиње као будућа премијерка у раним двадесетим иако је и сама била песимистичнија, изјавивши још 1970. године: „Неће бити жене премијера у мом животу – мушка популација има превише предрасуда“. У октобру 1961. године Харолд Макмилан ју је унапредио у прву клупу као скупштинског секретар у Министарству за пензије. Маргарет Тачер је била најмлађа жена у историји која је носила такву функцију и међу првим посланицима изабраним 1959. који су били унапређени. Након што су конзервативци изгубили изборе 1964. године, постала је портпаролка за становање и земљиште. На тој позицији је заступала политику своје странке да станарима даје право да купују своје одборничке куће. Прешла је у тим Министра финансија у сенци 1966. и, као портпаролка, противила се обавезним контролама цена и прихода лабуриста, тврдећи да би оне ненамерно произвеле ефекте који би нарушили економију.
Џим Прајр је предложио Тачерову за члана кабинета у сенци након пораза конзервативаца 1966. године, али лидер странке Едвард Хит и шеф Вип Вилијам Вајтлоу су на крају изабрали Мервин Пајк као једину жену у конзервативном кабинету у сенци. На конференцији Конзервативне партије 1966. Тачер је критиковала политику високих пореза лабуристичке владе као кораке „не само ка социјализму, већ и ка комунизму”, тврдећи да нижи порези служе као подстицај за напоран рад. Тачерова је била један од ретких конзервативних посланика који су подржали предлог закона Леа Абсеа о декриминализацији мушке хомосексуалности. Она је гласала за предлог закона Дејвида Стила о легализацији абортуса, као и за забрану традиционалног лова на зечеве. Подржала је задржавање смртне казне и гласала против ублажавања закона о разводу.

### У влади у сенци
Амбасада Сједињених Америчких Држава је 1967. одабрала је Тачерову да учествује у International Visitor Leadership Program, програму професионалне размене који јој је омогућио да проведе око шест недеља у посети разним америчким градовима и да се упозна са личностима из политичког живота, као и да посети институције. као што је Међународни монетарни фонд. Иако још није била члан Кабинета у сенци, амбасада ју је наводно описала Стејт департменту као могућу будућу премијерку. Опис је помогао Тачеровој да се састане са истакнутим људима током ужурбаног пута фокусираног на економска питања, укључујући Пола Самјуелсона, Волта Ростоуа, Пјера-Пола Швајцера и Нелсона Рокфелера. После посете, Хит је именовао Тачер у Кабинет у сенци као портпаролку за горивa и струју. Пре општих избора 1970. године, унапређена је у портпаролку за транспорт у сенци, а касније за област образовања.
1968. Енок Пауел је одржао свој говор „Реке крви“ у којем је оштро критиковао имиграцију Комонвелта у Уједињено Краљевство и тада предложени Закон о расним односима. Када је Хит телефонирао Тачер да је обавести да ће отпустити Пауела из владе у сенци, она се присетила да је „заиста мислила да је боље пустити да се ствари охладе за сада него да појачају кризу“. Веровала је да су његове главне тачке о имиграцији Комонвелта тачне и да су одабрани цитати из његовог говора извучени из контекста. У интервјуу за Today 1991. године, она је изјавила да мисли да је Пауел „изнео ваљан аргумент, иако понекад лоше формулисан“.
Отприлике у то време, одржала је свој први говор у Заједници као министар транспорта у сенци и истакла потребу за улагањем у British Rail. Она је тврдила: „Ако изградимо веће и боље путеве, они би ускоро били засићени са више возила и ми не бисмо били ближе решавању проблема.“
Тачерova је своју прву посету Совјетском Савезу реализовала у лето 1969. као портпаролка опозиције задужена за транспорт. У октобру је одржала говор којим је прославила десет година рада у Парламенту. Почетком 1970. рекла је за The Finchley Press да би волела да види „преокрет пермисивног друштва“.

### Секретар за образовање (1970—1974)
Конзервативна партија, коју је предводио Едвард Хит, победила је на општим изборима 1970. године, а Тачерова је именована у кабинет као државни секретар за образовање и науку. Тачерова је изазвала контроверзу када је, након само неколико дана на функцији, повукла лабуристичку циркулар 10/65, којим је покушано да се наметне свеобухватност, чиме упис ђака у средње школе не би био на основу њиховог ранијег успеха у школовању. Акт је повукла без пролажења кроз процес консултација. Била је веома критикована због брзине којом је то извела. Сходно томе, она је израдила сопствену нову политику (Circular 10/70), која је обезбедила да локалне власти не буду принуђене дa примењују нови систем. Њена политика није имала за циљ да заустави развој нових свеобухватних програма; рекла је: „Ми ћемо [...] очекивати да планови буду засновани на разматрањима важним за образовање, а не на свеобухватном принципу.“
Као секретар за образовање Маргарет Тачер је подржала предлог лорда Ротшилда из 1971. да тржишне силе утичу на државно финансирање истраживања. Иако су се многи научници противили том предлогу, њена истраживачка позадина вероватно ју је учинила скептичном према њиховој тврдњи да аутсајдери не би требало да се мешају у финансирање. Одељење је оценило предлоге да више локалних просветних власти затворе гимназије и усвоје свеобухватно средње образовање. Иако је Тачерова била посвећена вишестепеном средњем модерном гимназијском систему образовања и покушала да очува гимназије, током свог мандата као секретарка за образовање, одбила је само 326 од 3.612 предлоga (отприлике 9 процената) да школе постану свеобухватне; удео ученика који похађају опште школе је последично порастао са 32 нa 62 процента . Ипак, успела је да сачува 94 гимназије.
Током првих месеци на функцији, привукла је пажњу јавности због покушаја владе да смањи потрошњу. Она је дала приоритет академским потребама у школама, док је управљала смањењем јавних расхода за државни образовни систем, што је резултирало укидањем бесплатног млека за школску децу узраста од седам до једанаест година.  Сматрала је да би мало деце патило ако би се школама наплаћивало млеко, али је пристала да млађој деци обезбеди 1.7 литру дневно у нутритивне сврхе. Такође је тврдила да је једноставно наставила са оним што је лабуристичка влада започела откако су престале да дају бесплатно млеко средњим школама. Млеко би се и даље давало оној деци којој је потребно из здравствених разлога, а школе би и даље могле да продају млеко. Последице расправе око млеко учврстиле су њену одлучност; рекла је уреднику и власнику Харолду Крејтону из The Spectator-а: „Немојте ме потцењивати, видела сам како су сломили Кита али мене неће сломити.“
Документи кабинета су касније открили да се она противила тој политици, али да ју је на другачије приступање натерало Министарство финансија. Њена одлука изазвала је буру протеста лабуриста и штампе, што је довело до тога да је добила погрдни надимак „Маргарет Тачер, отимачица млека“. Наводно је размишљала о томе да напусти политику након тога, а касније је написала у својој аутобиографији: „Научила сам вредну лекцију. Извукла сам максимум политичког одијума за минималну политичку корист“.

## Лидер опозиције (1975—1979)
Хитова влада је наставила да има потешкоћа са ембаргом на нафту и захтевима синдиката за повећање плата 1973. године, након чега је изгубила на општим изборима у фебруару 1974. године. Лабуристи су формирали мањинску владу и освојили тесну већину на општим изборима у октобру 1974. Хитово вођство Конзервативне странке изгледало је све више под сумњом. На Тачерову се у почетку није гледало као на очигледну замену, али је на крају постала главни изазивач. Обећавала је нови почетак. Њена главна подршка дошла је од парламентарног комитета из 1922. и The Spectator, али време Тачерове на функцији донело јој је репутацију прагматичара, а не идеолога. Она је победила Хита на првом гласању, а он је поднео оставку на чело. У другом гласању победила је Вајтлоа, Хитовог преферираног наследника. Тачеров избор је имао поларизујућ ефекат на странку; њена подршка је била јача међу посланицима на десници, а такође је била високо котирана међу посланицима из јужне Енглеске и онима који нису похађали јавне школе или Оксбриџ.

Тачерова је постала вођа Конзервативне странке и опозициони лидер 11. фебруара 1975; именовала је Вајтлоа за свог заменика. Хит се никада није помирио са њеним вођством странке.
Телевизијски критичар Клајв Џејмс, који је писао за The Observer пре њеног избора за лидера Конзервативне странке, упоредио је њен глас из 1973. са „мачком која клизи низ таблу“. Тачер је већ почела да ради на својој презентацији по савету Гордона Риса, бившег телевизијског продуцента. Игром случаја, Рис је упознао глумца Лоренса Оливијеа, који је договарао часове са тренером гласа Националног позоришта.}}
Она је почела редовно одлази на ручкове Институту за економска питања (IEA), истраживачком центру који је основао Hayekian живинарски магнат Ентони Фишер ; посећивала је ИЕА и читала њене публикације од раних 1960-их. Тамо је била под утицајем идеја Ралфа Хериса и Артура Селдона и постала је лице идеолошког покрета који се супротстављао британској држави благостања. Кејнсијанска економија, веровали су, слаби Британију. Памфлети института су предлагали мање владе, ниже порезе и више слободе за пословање и потрошаче.
Тачерова је намеравала да промовише неолибералне економске идеје у земљи и иностранству. Упркос томе што је одредила правац своје спољне политике за конзервативну владу, Тачерова је била узнемирена због њеног сталног неуспеха да заблиста у Доњем дому. Сходно томе, Тачер је одлучила да ће се она „чути у ширем свету“, пошто „њен глас није имао велику тежину код куће“. Тачерова је ишла у посете преко Атлантика, успостављајући међународни профил и промовишући своју економску и спољну политику. Била је на турнеји по Сједињеним Државама 1975. и упознала председника Џералда Форда, поново у посети 1977, када је упознала председника Џимија Картера. Поред осталих иностраних путовања, упознала је шаха Мохамеда Резу Пахлавија током посете Ирану 1978. Она је изабрала да путује без пратње њеног министра спољних послова у сенци Реџиналда Модлинга, у покушају да направи храбрији лични утицај.
По питању унутрашњих послова, Тачерова се противила шкотској деволуцији и стварању шкотске скупштине. Наложила је конзервативним посланицима да гласају против Закона о Шкотској и Велсу у децембру 1976, који је успешно одбачен, а онда када су предложени нови предлози закона, подржала је измену закона како би се Енглезима омогућило да гласају на референдуму о децентрализацији Шкотске 1979. године.
Британска економија током 1970-их била је толико слаба да је тадашњи министар спољних послова Џејмс Калаган 1974. упозорио своје колеге чланове лабуристичког кабинета на могућност „слома демократије”, рекавши им: „Да сам млад, емигрирао бих”. Средином 1978. економија је почела да се опоравља, а истраживања јавног мњења су показала да су лабуристи предњачили, а општи избори се очекују касније те године и озбиљна је могућност да лабуристи победе. Премијер Калахан је изненадио многе објавом од 7. септембра да те године неће бити општих избора и да ће сачекати 1979. пре него што буду наредни избори. Тачерова је на ово реаговала тако што је лабуристичку владу означила као „кокошке“ (кукавице), а придружио јој се и лидер Либералне партије Дејвид Стил, који је критиковао лабуристе да „уплашено беже“.
Лабуристичка влада се тада суочила са новим проблемима у јавности око питања куда се креће земља и штетном серијом штрајкова током зиме 1978-79, названих „Labour Isn't Working“. Конзервативци су напали евиденцију незапослености лабуристичке владе, користећи рекламе са слоганом „Рад не ради“. У складу са тим је Тачерова као лидер опозиционе Конзервативне партије покренула гласање о неповерењу Калахановој влади. У једној од најдраматичнијих и најнапетијих догађаја у британском парламенту, Калаханова влада је 29. марта 1979. пала за 1 глас, 311:310. Један од посланика који није могао да гласа је и Лабуристички посланик Сер Алфред Бротон. Он је био смртно болестан, али је упркос томе изразио жељу да ће присуствовати гласању, ако би то спасило владу. Његов лекар се томе противио, а и након парламентарне расправе о потенцијалној смрти током путовања, Калахан је одлучио да га не зове на гласање. Бротон је 2. априла 1979, 3 дана после гласања, и преминуо. Општи избори су расписани након што је министарство Калахана изгубило предлог за изгласавање неповерења почетком 1979. године. Конзервативци су освојили већину од 44 места у Доњем дому, а Тачерова је постала прва жена британска премијерка.

### Челична дама
Године 1976. Тачерова је одржала свој говор на спољнополитичке теме „Британија се буди“ који је осуђивао Совјетски Савез, рекавши да је „склон светској доминацији“. Часопис Совјетске армије Црвена звезда известио је о њеном ставу у тексту под насловом „Челична дама изазива страхове“, алудирајући на њене примедбе о гвозденој завеси. Сандеј тајмс је следећег дана објавио чланак Црвене звезде, а Тачер је прихватила епитет недељу дана касније; у говору пред конзервативцима упоредила је то са надимком војводе од Велингтона „Челични војвода“. Метафора „Челична“ ју је пратила од тада и постала је генерички назив за друге политичарке јаке воље.

## Премијер Уједињеног Краљевства (1979—1990)
Тачерова је постала премијерка 4. маја 1979. године. Док је била на функцији током 1980-их, Тачерова је често називана најмоћнијом женом на свету.

### Унутрашњи послови
Тачерова је била лидер опозиције и премијер у време растућих расних тензија у Британији. Током локалних избора 1977. године, The Economist је коментарисао: „Тори плима је преплавила мање странке — посебно Национални фронт, који је претрпео јасан пад у односу на прошлу годину.“ Њен положај у анкетама је порастао за 11% након интервјуа за World in Action 1978. у којем је рекла „британски карактер је учинио толико за демократију, за право и учинио толико тога широм света да ће, ако постоји било какав страх да би то могло бити преплављено, људи реаговати и бити прилично непријатељски расположени према онима који долазе“, као и „на много начина  доприносе богатству и разноликости ове земље. У тренутку када мањина прети да постане велика, људи се уплаше“ На општим изборима 1979. године, конзервативци су привукли гласове НФ-а, чија је подршка скоро нестала. На састанку у јулу 1979. са министром спољних послова лордом Карингтоном и министром унутрашњих послова Вилијамом Вајтлоуом, Тачерова се успротивила броју азијских имиграната, у контексту ограничавања укупног броја вијетнамских досељеника којима је дозвољено да се населе у Уједињеном Краљевству на мање од 10.000 током две године.

### Краљица
Као носилац премијерске функције, она се седмично састајала са краљицом Елизабетом II како би разговарале о владиним пословима, а њихов однос је био под будном пажњом јавности.  каже:
Једно питање које је наставило да фасцинира јавност о феномену жене премијера било је како се слагала са краљицом. Одговор је да су њихови односи били пажљиво исправни, али је било мало изгубљене љубави са обе стране. Пошто су две жене веома сличне добри – госпођа Тачер је била шест месеци старија – које су заузимале паралелне позиције на врху друштвене пирамиде, једна на челу владе, друга на челу државе, оне су у извесном смислу морале бити ривали. Став госпође Тачер према краљици био је амбивалентан. С једне стране, имала је готово мистично поштовање према институцији монархије [...] Али у исто време покушавала је да модернизује земљу и збрише многе вредности и праксе које је монархија одржавала.
Мајкл Ши, краљичин секретар за штампу, 1986. је објавио приче о дубоком раздору између краљице и Тачерове, за The Sunday Times. Рекао је да она сматра да је политика Маргарет Тачер „безбрижна, конфронтирајућа и уноси друштвене поделе“. Тачерова је касније написала: „Увек сам сматрала да је краљичин став према раду владе апсолутно исправан [...] приче о сукобима између ’две моћне жене’ биле су превише примамљиве да их не измисле.“

### Привреда и опорезивање
Тачерова економска политика била је под утицајем монетаристичког размишљања и економиста као што су Милтон Фридман и Алан Волтерс. Заједно са својим првим канцеларом, Џефријем Хауом, смањила је директне порезе на доходак и повећала индиректне порезе. Повећала је каматне стопе како би успорила раст новчане масе, а тиме и снизила инфлацију; увео је готовинска ограничења јавне потрошње и смањио издатке за социјалне услуге као што су образовање и становање. Смањење високог образовања довело је до тога да је Тачерова прва послератна премијерка без почасног доктората са Оксфордског универзитета након 738-319 гласова владајуће скупштине и студентске петиције.
Неки конзервативци у кабинету, такозвани „мокри“, изразили су сумњу у њену политику. Немири у Енглеској 1981. довели су до тога да су британски медији расправљали о потреби за заокретом политике.
Рејтинг у јавности пао јој је на 23% до децембра 1980, ниже него што је раније забележено за било којег премијера. Како се рецесија раних 1980-их продубљивала, повећала је порезе, упркос забринутости израженој у изјави из марта 1981. коју су потписали 364 водећих економиста, који су тврдили да „нема основа у економској теорији [...] за веровање Владе да ће дефлацијом тражње трајно ставити инфлацију под контролу“, додајући да ће „садашња политика продубити депресију, нарушити индустријску основу наше привреде и угрожавају њену социјалну и политичку стабилност“.
До 1982. Уједињено Краљевство је почело да доживљава знаке економског опоравка; инфлација је пала на 8,6% са високих 18%, али је незапосленост била преко 3 милиона по први пут од 1930-их. До 1983. укупни економски раст је био јачи, а стопе инфлације и хипотека су пале на најниже нивое у последњих 13 година, иако је запосленост у производњи као удео у укупној запослености пала на нешто више од 30% док је укупна незапосленост остала висока и достигла је врхунац са 3.3 милиона незапослених 1984. године.
Током Конференције Конзервативне странке 1982. она је рекла: „Учинили смо више да одгурнемо границе социјализма него било која претходна конзервативна влада“. Она је на партијској конференцији следеће године рекла да је британски народ потпуно одбацио државни социјализам и схватио да „држава нема другог извора новца осим новца који људи сами зарађују [...] Не постоји таква ствар као што је јавни новац; постоји само новац пореских обвезника."
До 1987. незапосленост је опадала, привреда је била стабилна и јака, а инфлација ниска. Истраживања јавног мњења су показала сигурно вођство конзервативаца, а резултати избора за локалне савете такође су били успешни, што је навело Маргарет Тачер да распише опште изборе за 11. јун те године, упркос томе што је рок за изборе био још 12 месеци. На изборима је Тачерова поново изабрана за трећи узастопни мандат.
Тачерова се чврсто противила британском чланству у Европском валутном механизму (ERM, претеча Европске економске и монетарне уније), верујући да ће то ограничити британску економију, упркос подстицању и канцелара финансија Најџела Лосона и министар спољних послова Џефриja Хау. Октобра 1990. у промену става убедио ју је Џон Мејџор, Лосонов наследник на месту канцелара, да се придружи ЕРМ-у по нечему што се показало превисоком.
Тачерова је реформисала порезе локалне самоуправе тако што је заменила домаће стопе (порез заснован на номиналној вредности закупнине куће) комуналном таксом (или бирачким порезом), тако да је исти износ наплаћен сваком одраслом становнику. Нови порез је уведен у Шкотској 1989. и у Енглеској и Велсу следеће године и показао се  као једна од најнепопуларнијих политика током њеног премијерског мандата. Немир јавности кулминирао је демонстрацијама са 70.000 до 200.000 протестаната у Лондону у марту 1990. године; демонстрације око Трафалгар сквера су прерасле у нереде, при чему је 113 људи повређено, а 340 ухапшено. Друштвену наплату укинуо је 1991. њен наследник Џон Мејџор Од тада се испоставило да се сама Тачерева није пријавила за плаћање пореза и да су јој запретиле новчане казне ако не врати образац.

### Привреда
Тачер је сматрала да су синдикати штетни и за обичне синдикате и за јавност. Она је била посвећена смањењу моћи синдиката, чије је руководство оптужила да штрајком подрива парламентарну демократију и економски учинак. Неколико синдиката покренуло је штрајкове као одговор на законе који су уведени да би ограничили њихову моћ, али је отпор на крају опао. Само 39% чланова синдиката гласало је за лабуристе на општим изборима 1983. године. Према политичком дописнику Би-Би-Сија 2004. године, Маргарет Тачер је „успела да уништи моћ синдиката за скоро једну генерацију”. Штрајк рудара 1984–85 био је највећа и најразорнија конфронтација између синдиката и владе Тачерове.
Она је одбила да испуни захтеве уније и упоредила је спор рудара са Фокландским ратом, изјавивши у говору 1984. године: „Морали смо да се боримо против спољног непријатеља на Фокландима. Увек морамо бити свесни унутрашњег непријатеља, који је много теже за борбу и опасније за слободу“. Њени противници су погрешно представили њене речи као да указују на презир према радничкој класи и такав приступ је усмерен против ње од тада па у политичком деловању.
Након годину дана штрајка у марту 1985., руководство НУМ-а је признало без договора. Трошак за привреду је процењен на најмање 1,5 фунти милијарди, а штрајк је окривљен за већи део пада фунте у односу на амерички долар. Тачерова се о окончању штрајка осврнула у изјави да су "ако је неко победио", то су били "рудари који су остали на послу" и сви они „који су одржали Британију”.
Влада је затворила 25 нерентабилни рудници угља 1985. године, а до 1992. затворено је укупно 97 рудника; они који су остали приватизовани су 1994. Резултирајуће затварање 150 рудници угља, од којих неки нису губили новац, резултирали су губитком десетина хиљада радних места и разарали читаве заједнице. Штрајкови су помогли да се сруши Хитова влада, а Тачер је била одлучна да успе тамо где није успео. Њена стратегија припреме залиха горива, постављање тврдолинијаша Иана Макгрегора за вођу NCB-а и осигуравање да полиција буде адекватно обучена и опремљена опремом за нереде допринијела је њеном тријумфу над рударима који штрајкују.
Влада је затворила 25 нерентабилних рудника угља 1985. године, а до 1992. затворено је укупно 97 рудника; они који су остали приватизовани су 1994. Затварање 150 рудника угља, од којих неки нису губили новац, резултирали су губитком десетина хиљада радних места и разарали читаве заједнице. Штрајкови су помогли да се сруши Хитова влада, а Тачер је била одлучна да успе тамо где није успео. Њена стратегија припреме залиха горива, постављање тврдолинијаша Иана Макгрегора за вођу NCB-а и осигуравање да полиција буде адекватно обучена и опремљена опремом за нереде допринијела је њеном тријумфу над рударима који штрајкују.
Број застоја широм УК достигао је врхунац на 4.583 1979. године, када је више од 29 милион радних дана је изгубљено. 1984. године, у години штрајка рудара, било их је 1.221, што је резултирало губитком више од 27 милиона радних дана. Застоји су затим стално падали током остатка премијерског мандата Тачерове ; 1990. године било их је 630 и мање од 2 изгубљених милиона радних дана, а они су након тога наставили да падају. Током мандата Тачере дошло је до наглог пада броја синдиката, при чему је проценат радника који припадају синдикату пао са 57,3% у 1979. на 49,5% у 1985. Године 1979. па све до последње године Тачерове на функцији, чланство у синдикатима је такође опадало, са 13,5 милиона 1979. на мање од 10 милиона.

### Приватизација
Политика приватизације је названа „кључним састојком тачеризма”. Након избора 1983. године, продаја државних комуналних услуга је убрзана; више од 29 милијарди £ прикупљено је од продаје национализованих индустрија, а још 18 милијарди од продаје одборничких кућа. Процес приватизације, посебно припрема национализованих индустрија за приватизацију, био је повезан са значајним побољшањем учинка, посебно у погледу продуктивности рада.
Неке од приватизованих области индустрија, укључујући гас, воду и струју, биле су монополи на природне ресурсе за које је приватизација укључивала мало повећање конкуренције. Приватизоване индустрије које су показале напредак понекад су то чиниле док су још увек биле у државном власништву. British Steel Corporation је остварила велике добитке у профитабилности док је још увек била национализована индустрија под председавањем Макгрегора које је именовала влада, која се суочила са противљењем синдиката да затвори фабрике и преполови радну снагу. Регулација је такође значајно проширена како би се компензовао губитак директне владине контроле, оснивањем регулаторних тела као што су Офтел (1984), Офгас (1986) и Национална управа за реке (1989). Није постојао јасан образац степена конкуренције, регулације и учинка међу приватизованим индустријама.
Тачерова се увек опирала приватизацији British Rail-а и речено је да је рекла министру саобраћаја Николасу Ридлију: „Приватизација железнице ће бити Вотерлу ове владе. Молим те, никада ми више не помињи железнице.“ Непосредно пре оставке 1990. године, прихватила је аргументе за приватизацију, које је њен наследник Џон Мејџор спровео 1994.
Приватизација јавне имовине комбинована је са финансијском дерегулацијом да би подстакла економски раст. Канцелар Џефри Хау је 1979. године укинуо контролу размене у Великој Британији, што је омогућило улагање већег капитала на страна тржишта, а Велики прасак 1986. уклонио је многа ограничења на Лондонској берзи.

### Северна Ирска
Током 1980. и 1981. године, затвореници Привремене ирске републиканске армије (PIRA) и Ирске националне ослободилачке армије (INLA) у затвору Мејз у Северној Ирској извели су штрајкове глађу како би повратили статус политичких затвореника које је 1976. године уклонила претходна лабуристичка влада. Боби Сандс је започео штрајк 1981. рекавши да ће постити до смрти осим ако затвореници не добију уступке у погледу услова живота. Тачерова је одбила да подржи повратак на политички статус затвореника, изјавивши да је „Злочин је злочин је злочин; није политички“. Ипак, британска влада је приватно контактирала републичке лидере у покушају да оконча штрајкове глађу. Након смрти Сандса и девет других, штрајк је прекинут. Нека права су враћена паравојним затвореницима, али не и званично признање политичког статуса. Насиље у Северној Ирској значајно је ескалирало током штрајкова глађу.
Дана 6. nовембра 1981. Тачер и тишох (ирски премијер) Герет Фицџералд су основали Англо-ирски међувладин савет, форум за састанке између две владе. Дана 15. Новембра 1985. Тачер и Фицџералд су потписали Хилсборо англо-ирски споразум, који је био први пут да је британска влада дала Републици Ирској саветодавну улогу у управљању Северном Ирском. У знак протеста, покрет Улстер каже не предвођен Ијаном Пејслијем окупио је 100.000 људи на митинг у Белфасту, Иан Гов, касније убијен од стране PIRA-е, поднео је оставку на место министра финансија Њеног величанства и свих 15 посланика униониста поднело је оставке на посланичка места; само један није враћен на накнадним допунским изборима 23. јануара 1986.

### Животна средина
Тачерова је подржавала активну политику заштите климе; била је кључна у доношењу Закона о заштити животне средине 1990, оснивању Хадли центра за истраживање и предвиђање климе, успостављању Међувладиног панела за климатске промене, и ратификацији монтреалског Протокол о очувању озона.
Помогла је да се климатске промене, киселе кише и опште загађење ставе у британску мејнстрим касних 1980-их, позивајући на глобални споразум о климатским променама 1989. Њени значајни говори из тог периода су укључивали један говор Краљевском друштву 1988. а затим други на Генералној скупштини УН 1989. године.

### Спољни послови
Тачер је 1979. именовала лорда Карингтона, оплемењеног члана партије и бившег државног секретара за одбрану, да води Министарство иностраних послова. Иако су га сматрали мокрим, избегавао је домаће послове и добро се слагао са Тачеровом. Једно питање је било шта учинити са Родезијом, где је бела мањина одлучила да влада просперитетном колонијом која се одвојила од већине црнаца суочена са огромном међународном критиком. Са сломом Португала на афричком континенту 1975. године, Јужна Африка (која је била главна савезница Родезије) схватила је да је подршка Родезији одежавајућа околност; црначка владавина је била неизбежна, а Тачерова влада је посредовала у мирном решењу за окончање родезијског грађанског рата у децембру 1979. путем споразума Ланкастер Хаус. Конференцији у Ланкастер Хаусу присуствовали су премијер Родезије Ијан Смит, као и кључни лидери црне Африке: Музорева, Мугабе, Нкомо и Тонгогара. Резултат је била нова зимбабвеанска држава под црначком влашћу основана 1980.[205]

### Хладни рат
Прва спољнополитичка криза током мандата Тачерова отпочела је са совјетском инвазијом на Авганистан 1979. Она је осудила инвазију, рекла да показује банкрот политике детанта и помогла је да се неки британски спортисти убеде да бојкотују Олимпијске игре у Москви 1980. године. Дала је слабу подршку америчком председнику Џимију Картеру који је покушао да казни СССР економским санкцијама. Економска ситуација Британије била је несигурна, а већина НАТО-а није била вољан да прекине трговинске везе. Тачер је ипак дала зелено светло да Вајтхол одобри да MI6 (заједно са SAS) да предузме „реметилачку акцију“ у Авганистану. Осим што су сарађивали са ЦИА-ом у операцији Циклон, они су такође снабдевали оружјем, обуку и обавештајне податке за муџахедине.
Financial Times је 2011. известио да је влада Тачерове тајно снабдевала Ирак под Садамом Хусеином „несмртоносном“ војном опремом, од 1981. године.
Након што је 1979. године повукла формално признање режимa Пол Пота, влада Тачер је подржала Црвене Кмере да задрже своје седиште у УН након што су збачени са власти у Камбоџи у Камбоџанско-вијетнамском рату . Иако је Тачер то тада демантовала, 1991. је откривено да, иако није директно обучавала Црвене Кмере, од 1983. Специјална ваздушна служба (SAS) је послата да тајно обучава „оружане снаге Камбоџе некомунистички отпор“ који је остао лојалан принцу Нородому Сихануку и његовом бившем премијеру Сону Сану у борби против марионетског режима који подржава Вијетнам.
Маргарет Тачер је била једна од првих политичких лидера са Запада која се позитивно изразила о реформаторском совјетском лидеру Михаилу Горбачову. Након састанака на врху Реган–Горбачов и реформи које је Горбачов спровео у СССР-у, она је у новембру 1988. изјавила да „[ми] сада нисмо у хладном рату“, већ радије у „новом односу много ширем него што је Хладни рат икада био. Отишла је у државну посету Совјетском Савезу 1984. године и састала се са Горбачовом и председником Савета министара Николајем Ришков.

### Односи са САД
Упркос различитостима у карактерима, Тачерова се брзо зближила са америчким председником Роналдом Реганом. Дала је снажну подршку хладноратовској политици Реганове администрације заснованој на њиховом заједничком антикомунистичком ставу. До оштрог неслагања дошло је 1983. године када се Реган није консултовао са њом о инвазији на Гренаду.
Током прве године премијерског мандата, подржала је одлуку НАТО-а да распореди америчке нуклеарне крстареће и ракете Першинг II у западној Европи, дозвољавајући САД да стационирају више од 160 крстареће ракете на РАФ Гринхејм Комон, почевши од новембра 1983 . године, што је покренуло масовне протесте Кампање за нуклеарно разоружање. Она је купила нуклеарни ракетни подморнички систем Трајдент од САД да би заменила систем Поларис, утростручивши нуклеарне снаге Уједињеног Краљевства по коначној цени од више од 12 милијарди фунти (срачунато по ценама 1996–97). Њена склоност ка одбрамбеним везама са САД показала је у афери Вестленд 1985–86. када је заједно са колегама дозволила произвођачу хеликоптера Westland Helicopters да одбије понуду за преузимање предузећа дату од стране италијанске фирме Agusta у корист жељене опције менаџмента, везе са америчком фирмом Sikorsky Aircraft. Секретар одбране Мајкл Хеселтајн, који је подржао споразум са Италијанима, поднео је оставку из владе у знак протеста.
У априлу 1986. дозволила је америчким Ф-111 да користе базе Краљевског ваздухопловства за бомбардовање Либије у знак одмазде за наводно либијско бомбардовање берлинске дискотеке, цитирајући право на самоодбрану према члану 51 Повеље УН.}} Анкете су показале да је мање од једног од три грађанина Британије подржавало њену одлуку.
Тачерова је била у САД у државној посети када је ирачки лидер Садам Хусеин напао Кувајт у августу 1990. Током разговора са председником Џорџом Х. В. Бушом, који је наследио Регана 1989. године, препоручила је интервенцију и извршила притисак на Буша да распореди трупе на Блиском истоку како би истерала ирачку војску из Кувајта. Буш се плашио тог плана, што је навело Тачерову да му током телефонског разговора да опаску: „Ово није било време за колебање!“ Њена влада је снабдевала војне снаге међународној коалицији у припремама за Заливски рат, али је дала оставку до почетка непријатељстава 17. јануара 1991. Она је аплаузом поздравила победу коалиције на задњим клупама, упозоравајући да ће „победе мира трајаће дуже од ратних битака“. Откривено је 2017. да је Тачер предложила да се запрети Садаму хемијским оружјем након инвазије на Кувајт.

### Криза у јужном Атлантику
Другог априла 1982, владајућа војна хунта у Аргентини наредила је инвазију на британске поседе Фокландских острва и Јужне Џорџије, што је изазвало Фокландски рат. Криза која је уследила била је „одлучујући тренутак премијерског рада Тачерове“. На предлог Харолда Макмилана и Роберта Армстронга, основала је и председавала малим ратним кабинетом (формално названим ОДСА, комитет за иностранство и одбрану, Јужни Атлантик) да надгледа вођење рата, који је до 5– 6 априла овластио и послао поморску оперативну групу да поново заузме острва. Аргентина се предала 14. Јуна и Операција Корпорација је означена као успешна, без обзира на смрт 255 британских војника и три војника Фокландских острва. Са аргентинске стране је погинуло укупно 649 војних лица, од чега половина након што је подморнице на нуклеарни погон ХМС Conqueror торпедовала и потопила крстарицу ARA General Belgrano другог маја.
Била је критикована због занемаривања одбране Фокландских острва која је довела до рата, а посебно од лабуристичког посланика Тама Далијела у парламенту, због одлуке да се торпедује General Belgrano, али свеукупно се сматрала компетентним и посвећеним ратним вођом. „Фолкландски фактор“, економски опоравак који је почео почетком 1982. и огорчена разједињена опозиција допринели су другој победи Тачерове на изборима 1983. године. Она је после рата често спомињала „дух Фолкланда“; Hastings & Jenkins (1983)  сугеришу да је то одражавало њену преференцију за поједностављено доношење одлука у  Ратном кабинету у односу на мукотрпно склапање договора мирнодопске владе.

### Преговори о Хонг Конгу
У септембру 1982. посетила је Кину да би са Денг Сјаопингом разговарала о суверенитету Хонг Конга након 1997. године. Кина је била прва комунистичка држава коју је Тачер посетила као премијерка, а она је била први британски премијер који је посетио Кину. Током састанка, тражила је сагласност НРК-а за наставак британског присуства на тој територији. Денг је инсистирао да се о суверенитету НРК-а над Хонг Конгом не може преговарати, али је изјавио да је спреман да питање суверенитета реши са британском владом кроз формалне преговоре. Обе владе су обећале да ће одржати стабилност и просперитет Хонг Конга. После двогодишњих преговора, Тачер је попустила влади НР Кине и потписала Заједничку кинеско-британску декларацију у Пекингу 1984. године, слажући се да преда суверенитет Хонг Конга 1997. године.

### Апартхејд у Јужној Африци
Упркос томе што је рекла да је за „мирне преговоре“ за окончање апартхејда, Тачерова се противила санкцијама које су Јужној Африци увеле Комонвелт и Европска економска заједница. Покушала је да очува трговину са Јужном Африком док је истовремено убеђивала јужноафричку владу да одбаци апартхејд. То је укључивало да се „прикаже као искрена пријатељица председника Боте “ и да га позове да посети Велику Британију 1984. упркос „неизбежним демонстрацијама“ против његове владе. Алан Меридју, запослени канадског емитера BCTV News, питала је Маргерт Тачер какав је њен одговор „на пријаву ANC-а да ће циљати британске фирме у Јужној Африци?“ на шта је касније одговорила: „[...] када ANC каже да ће циљати британске компаније [...] Ово показује каква је то типична терористичка организација. Борила сам се против тероризма цео живот и ако би се више људи борило против тога, а сви смо били успешнији, то не би требало да имамо и надам се да ће сви у овој сали сматрати да је исправно да се иде даље у борбу против тероризма“. Током посете Британији пет месеци након изласка из затвора, Нелсон Мандела је похвалио Тачерову: „Она је непријатељ апартхејда [...] Имамо за много тога да јој захвалимо“.

### Однос са Европом
Тачерова и њена странка подржале су британско чланство у ЕЕЗ на националном референдуму 1975. као и Јединствени европски акт из 1986, али је веровала да би улога организације требало да буде ограничена на обезбеђивање слободне трговине и ефективне конкуренције, и бојала се да је приступ ЕЕЗ у супротности са њеним ставовима о мањој влади и дерегулацији. Верујући да ће јединствено тржиште резултирати политичком интеграцијом, Тачерино противљење даљим европским интеграцијама постало је израженије током њеног премијерског мандата, а посебно након избора њене треће владе 1987. У свом говору у Брижу 1988. Тачер је истакла своје противљење предлозима ЕЕЗ, претече Европске уније, за федералну структуру и повећану централизацију доношења одлука, објашњавајући да се против тога борила на нивоу Уједињеног Краљевства и да неће прихватити такву политику на европском нивоу.
Делила је забринутост француског председника Франсоа Митерана; Тачер је у почетку била против поновног уједињења Немачке, рекавши Горбачову да би то „довело до промене послератних граница, а ми то не можемо дозволити јер би такав развој догађаја поткопао стабилност целокупне међународне ситуације и може угрозити нашу безбедност“. Она је изразила забринутост да ће се уједињена Немачка ближе повезати са Совјетским Савезом и удаљити се од НАТО-а.
У марту 1990. је одржала Чекерс семинар на тему поновног уједињења Немачке коме су присуствовали чланови њеног кабинета и историчари као што су Норман Стоун, Џорџ Урбан, Тимоти Гартон Еш и Гордон А. Крејг. Током семинара, Тачер је наводила „оно што је Урбан назвао клишеима из кафе салона о немачком карактеру, укључујући тескобу, агресивност, асертивност, малтретирање, егоизам, комплекс инфериорности, сентименталност. Присутни су били шокирани када су чули Тачерове изјаве и постављали су питање како премијера није свесна послератне немачке колективне кривице и покушаја Немаца да се суоче са својом прошлошћу. Шта је изговорила на састанку је процурело од стране њеног саветника за спољну политику Чарлса Пауела, а њени коментари су касније наишли на жестоке реакције и контроверзе.
Током истог месеца, немачки канцелар Хелмут Кол уверава је Тачерову да ће је обавештавати о свим својим намерама о уједињењу и да је спреман да открије „податке које чак ни чланови његовог кабинета не знају“.

### Оспоравање лидерске позиције и оставка
Током премијерског мандата, Тачер је имала други најнижи просечан рејтинг (40%) од свих послератних премијера. Од оставке Најџела Лосона на место канцелара у октобру 1989, анкете су доследно показивале да је она мање популарна од своје странке. Она је увек инсистирала на томе да јој није стало до рејтинга у анкетама и уместо тога је указивала на свој непоражени изборни рекорд.
У децембру 1989. године, Тачеровој је за вођство Конзервативне странке изазивач био тада мало познати посланик сер Ентони Мејер. Од 374 конзервативна посланика са правом гласа, 314 је гласало за Тачерову, а 33 за Мејерову. Њене присталице у странци виде резултат као успех и одбацују сугестије да постоји незадовољство унутар странке.
Истраживања јавног мњења у септембру 1990. извештавала су да су лабуристи успоставили предност од 14% у односу на конзервативце, а до новембра су конзервативци су заостајали за лабуристима током 18 месеци. Ови рејтинзи, заједно са њеном борбеном личношћу и тенденцијом да се постави изнад мишљења страначких колега, допринели су даљем незадовољству унутар  странке.
Јула 1989. Тачерова је сменила Џефрија Хауа са позиције министра спољних послова након што су је он и Лосон натерали да пристане на план да се Британија придружи европском валутном механизму (ЕРМ). Британија се придружила ЕРМ у октобру 1990.
Првог новембра 1990, Хау, до тада последњи преостали члан првобитног кабинета из 1979, поднео је оставку на место заменика премијера, наводно због њеног отвореног непријатељства према Европској монетарној унији. У свом говору поводом оставке, 13. новембра, који је био кључан за политички пад Тачерове, Хау је напао премијеркин отворено одбојан став према владином предлогу за нову европску валуту која се такмичи са постојећим валутама.
Четрнаестог новембра, Мајкл Хеселтајн поставио је изазов за вођство Конзервативне странке. Истраживања јавног мњења су показала да ће он донети конзервативцима националну предност над лабуристима. Иако је Тачерова водила на првом гласању са гласовима 204 посланика конзервативаца (54,8%) према 152 гласа (40,9%) за Хеселтајна, уз додатних 16 уздржаних, недостајала су јој четири гласа од потребне већине од 15%. Стога је било неопходно друго гласање. Тачерова је првобитно изјавила да намерава да се „бори и да победи“ у другом кругу гласања, али је након консултација са члановима кабинета одлучила да се повуче. Након што је одржала аудијенцију код краљице, позвала је друге светске лидере и одржала је свој последњи говор у Дому комуна. Двадесет осмог новембра напустила је Даунинг стрит у сузама. Наводно је сматрала да је издана. Њена оставка је била шок за многе ван Британије, а страни посматрачи као што су Хенри Кисинџер и Горбачов су изразили  личну забринутост, страх, поводом исхода.
Канцелар Џон Мејџор заменио је Маргарет Тачер на месту шефа владе и партијског лидера, чије је вођство над Хеселтајном у другом гласању било довољно да Хеселтајн одустане. Мејџор је пратио пораст подршке конзервативцима у 17 месеци који су довели до општих избора 1992. и довели су странку до четврте узастопне победе 9. априла 1992. Тачер је лобирала за Мејџора у борби за лидерство против Хеселтајна, али је њена подршка Мејџору опала у каснијим годинама.

## Каснији живот

### Посланица
Након што је напустила премијерску функцију, Тачер се вратила у посланичке клупе. Њен рејтинг се опоравио након оставке, иако је јавно мњење остало подељено у погледу тога да ли је њена влада била добра за земљу. Са 66 година, повукла се из Доњег дома на општим изборима 1992. године, рекавши да би јој напуштање Доњег дома омогућило више слободе да изнесе своје мишљење.

### Период 1992—2003
Након напуштања Горњег дома, Тачерова је постала први бивши британски премијер који је основао фондацију; британско крило Фондације Маргарет Тачер распуштено је 2005. због финансијских потешкоћа. Написала је два тома мемоара, The Downing Street Years (1993) и The Path to Power (1995). Године 1991. она и супруг Денис преселили су се у кућу на Честер скверу, стамбеном баштенском тргу у централном лондонском округу Белгравија.
У јулу 1992. године добила је понуду од стране дуванска компанија Филип Морис да ради као „геополитички консултант” за 250.000 долара годишње и годишњи допринос од 250.000 долара њеној фондацији. Зарадила је 50.000 долара за сваки говор који је одржала.
Била је заговорница хрватске и словеначке независности. У интервјуу за Хрватску радио-телевизију 1991. године, она је критиковала западне владе због тога што нису признале отцепљене републике Хрватске и Словеније као независне и што их нису снабдевале оружјем након напада ЈНА.
У августу 1992. позвала је НАТО да заустави српски напад на Горажде и Сарајево како би се окончало етничко чишћење током босанског рата, упоређујући ситуацију у Босни и Херцеговини са „варварством Хитлера и Стаљина“.
Одржала је низ говора у Лордовима критикујући Мастришки уговор, и изјавила је: „Никада не бих могла да потпишем овај споразум“. Она је цитирала А. В. Дајсија када је тврдила да, пошто су све три главне странке за споразум, да народ треба да искаже  став о уговору на референдуму.
Изабрана је за почасног ректора Колеџа Вилијам и Мери у Вирџинији од 1993. до 2000. док је такође била ректорка приватног Универзитета Бакингем од 1992. до 1998. универзитета који је званично отворила 1976. као секретар просвете.
Након избора Тонија Блера за лидера Лабуристичке партије 1994. године, Тачерова је хвалила Блера као „вероватно најпотентнијег лабуристичког вођу од Хјуа Гејтскела“. Блер је  одговорио: „Била је потпуно одлучна особа, а то је квалитет вредан дивљења.
Године 1998. Тачерова је позвала на ослобађање бившег чилеанског диктатора Аугуста Пиночеа кога је Шпанија ухапсила и покушала да му суди за кршење људских права. Она је наводила да је Пиноче помогао Британији током Фокландског рата. Године 1999. посетила га је док је био у кућном притвору у близини Лондона. Пиночеа је у марту 2000. године из медицинских разлога пустио министар унутрашњих послова Џек Стро.
На општим изборима 2001. подржала је кампању конзервативаца, као што је то чинила 1992. и 1997. године, а на изборима за вођство конзервативаца након њиховог пораза, подржала је Иана Данкана Смита уместо Кенета Кларка. Током 2002. храбрила је Џорџа В. Буша да се агресивно ухвати у коштац са „недовршеним послом“ Ирака под Садамом Хусеином, и похвалила је Блера за „снажно, смело вођство“ и држање уз Буша у рату у Ираку.
Исту тему је обрађивала у књизи Statecraft: Strategies for a Changing World, која је објављена у априлу 2002. године и посвећена је Роналду Регану. У књизи је наводила да неће бити мира на Блиском истоку све док Садам не буде свргнут. У њеној књизи је писало и да Израел мора да тргује земљом за мир (резолуција УН 242) и да је Европска унија (ЕУ) била „у основи нереформабилан“, „класични утопијски пројекат, споменик сујети интелектуалаца, програм чија је неминовна судбина неуспех“. Она је тврдила да Британија треба да поново преговара о условима чланства или да напусти ЕУ и придружи се Северноамеричкој зони слободне трговине.
Након неколико малих можданих удара, њени лекари су јој саветовали да више не говори у јавности. У марту 2002. најавила је да ће, по савету лекара, отказати све планиране говоре и да више неће прихватити понуде за држање говора.
Дана 26 јуна 2003, Тачерин супруг, сер Денис, умро је у 88. години; његово тело је кремирано 3, јула у Мортлејк крематоријуму у Лондону.

### Последње године (2003—2013)
Једанаестог јуна 2004. Тачерова је (против налога лекара) присуствовала државној сахрани Роналда Регана. Свој говор о преминулом је одржала путем видео траке; с обзиром на њено здравље, порука је претходно снимљена неколико месеци раније. Тачерова је одлетела у Калифорнију са Регановом пратњом и присуствовала комеморацији и церемонији погреба за председника у Председничкој библиотеци Роналда Регана.
Она је током 2005. критиковала како је Блер две године раније одлучио да изврши инвазију на Ирак. Иако је и даље подржавала интервенцију која је за циљ имала свргавање власти Садама Хусеина, рекла је да ће (као научник) увек тражити „чињенице, доказе и доказе“ пре него што се упусти у ангажовање оружане снаге. Осамдесети рођендан прославила је 13. октобар у хотелу Мандарин Оријентал у Хајд парку, Лондон; гости су били краљица, војвода од Единбурга, принцеза Александра и Тони Блер. Џефри Хау, барон Хау из Аберавона, такође је био присутан и изјавио је за Тачерову: „Њен прави тријумф је био да трансформише не само једну, већ две странке, тако да када су се лабуристи на крају вратили, велики део тачеризма је прихваћен као неповратно“.
Године 2006. присуствовала је званичној меморијалној служби у Вашингтону у знак сећања на пету годишњицу напада 11. септембра на САД. Била је гошћа потпредседника Дика Чејнија и током посете срела се са државним секретаром Кондолизом Рајс. У фебруару 2007. Тачер је постала прва жива британска премијерка којој је подигнута статуа у Дому парламента. Бронзана статуа стајала је насупрот статуе њеног политичког хероја Винстона Черчила и откривена је 21. фебруар 2007. и сама Тачерова је присуствовала; приметила је у предворју Заједнице чланова : „Можда бих више волела гвожђе – али бронза ће послужити [...] Неће рђати“.
Била је јавна присталица Прашке декларације о европској савести и комунизму и прашког процеса и послала је јавно писмо подршке претходној конференцији.
Након колапса на вечери у Дому лордова, Тачерова, која је патила од ниског крвног притиска, је примљена у болницу Сент Томас у центру Лондона 7. марта 2008. ради тестирања. Током 2009. поново је хоспитализована када је пала и сломила руку. Тачер се вратила у Даунинг улицу број 10 крајем новембра 2009. ради откривања званичног портрета уметника Ричарда Стоунам што је атипична почаст за живог бившег премијера. Стоун је раније био ангажован да наслика портрете краљице и краљице мајке.
Четвртог јула 2011. Тачерова је требало да присуствује церемонији откривања три метра високе статуе Роналда Регана испред америчке амбасаде у Лондону, али није могла да присуствује због слабог здравственог стања Последњи пут је присуствовала седници Дома лордова 19 јула 2010, и 30. јула 2011. објављено је да је њена канцеларија у Лордовима затворена. Раније тог месеца, Тачерова је проглашена за најкомпетентнијег премијера у последњих 30 година у анкети Ipsos MORI.
Тачерова кћи Керол је po први пут открила да је њена мајка имала деменцију 2005. рекавши da „Мама више не чита много због губитка памћења“. У својим мемоарима из 2008. године, Керол је написала да њена мајка „једва да се сети почетка реченице док није стигла до краја“. Касније је испричала како ју је први пут погодила мајчина деменција када је Маргерет Тачер у разговору помешала фокландске и југословенске сукобе; присетила се свог бола јер је морала да мајци више пута говори да је њен муж Денис заправо мртав.

### Смрт и сахрана (2013)
Тачерова је умрла 8, априла 2013. године, у 87. години живота, након што је доживела мождани удар. Од децембра 2012. боравила је у апартману у хотелу Риц у Лондону, након што је имала потешкоћа у ходању степеницама у својој кући на Честер скверу у Белгравији. У умрлици су као примарни узроци смрти наведени цереброваскуларна несрећа и поновљени пролазни исхемијски напад; Као секундарни узроци наведени су карцином бешике и деменција.
Реакције на вест о смрти биле су помешане широм Велике Британије, и кретале су се у распону од одавања почасти и уздизањем Тачерове као највећег британског премијера у мирнодопским временима па до јавних прослава њене смрти и изражавања мржње или персонализоване љутње.
Са њом су унапред договорени детаљи сахране. Имала је државну сахрану, укључујући пуне војне почасти, уз црквену службу у Катедрали Светог Павла 17. Априла.
Краљица Елизабета II и војвода од Единбурга присуствовали су сахрани, што је само други и последњи пут у краљичиној владавини да је присуствовала сахрани било ког од бивших премијера, после Черчила, који је имао државну сахрану 1965. године.
После службе, тело Маргарет Тачер је кремирано у Мортлејку, где је раније кремирано тело њеног мужа. 28.  септембра, служба за Тачерову одржана је у капели Свих светих у Краљевској болници Челзи. На приватној церемонији, пепео је сахрањен у кругу болнице, поред њеног мужа.

## Наслеђе
Тачеризам је представљао систематско и одлучно преиспитивање послератног консензуса, при чему су се главне политичке странке углавном сложиле око централних тема попут кејнзијанизма, државе благостања, национализоване индустрије и блиског регулисања економије и високих пореза. Тачерова је генерално подржавала државу благостања док је предлагала да се држава ослободи злоупотреба.
Она је 1982. обећала да је тада веома популарна Национална здравствена служба „безбедна у нашим рукама“. У почетку је игнорисала питање приватизације национализованих индустрија; под великим утицајем десничарских истраживачких центара, а посебно сер Кита Џозефа, Тачер је проширила мету својих политика. Тачеризам се почео односити на њену политику, као и на аспекте њеног етичког погледа и личног стила, укључујући морални апсолутизам, национализам, либерални индивидуализам и бескомпромисан приступ постизању политичких циљева.
Тачерова је дефинисала своју политичку филозофију, у великом и контроверзном раскиду са једнонационалним конзервативизом њеног политичког претходника Едварда Хита, у интервјуу из 1987. објављеном у часопису Woman's Own.

### Преглед
Број одраслих грађана који поседују деонице порастао је са 7 процената на 25 процената током њеног мандата, а више од милион породица купило је своје куће, што је означило пораст са 55 процената на 67 процената у погледу процента власника некретнина који живе у њима, у периоду од 1979. до 1990. године. Куће су продате са попустом од 33–55 одсто, што је довело до великог профита за неке нове власнике. Лично богатство порасло је за 80 процената у реалном износу током 1980-их, углавном због раста цена кућа и повећане зараде. Акције у приватизованим комуналним предузећима продате су испод њихове тржишне вредности да би се обезбедила брза и широка продаја уместо да се максимизира национални приход.
„Тачерине године“ су такође обележили периоди високе незапослености и социјалних немира, а многи критичари са леве стране политичког спектра криве њену економску политику за ниво незапослености; многа подручја погођена масовном незапосленошћу, као и њена монетаристичка економска политика, деценијама су остали заражени друштвеним проблемима као што су злоупотреба дрога и распад породице. Незапосленост није пала испод нивоа из маја 1979. током њеног мандата, само је пала испод нивоа из априла 1979. 1990. Дугорочни ефекти њене политике на производњу остају спорни.
Говорећи у Шкотској 2009. године, Тачерова је инсистирала да не жали и да је била у праву што је увела бирачки порез и повукла субвенције из „застарелих индустрија, чија су тржишта била у крајњем паду“, субвенција које су створиле „културу зависности, која је нанела такву штету у Британију“. Политички економиста Сузан Стрејнџ назвала је неолиберални модел финансијског раста "казино капитализмом", одражавајући њен став да спекулације и финансијска трговина постају важнији за економију од индустрије.
Левичарски критичари описују Тачерову као узорчника поделе и кажу да је одобравала похлепу и себичност. Водећи велшки политичар Родри Морган, између осталих, је окарактерисао Тачерову као „мармитску“ фигуру. Новинар Мајкл Вајт, који је писао након финансијске кризе 2007–2008, оспорио је став да су њене реформе и даље биле чиста корист. Други сматрају да је њен приступ био „мешовита врећа“ и „Куратово јаје“.
Тачерова је учинила „мало да унапреди политички циљ жена“ унутар своје странке или владе. Неке британске феминисткиње су је сматрале "непријатељем". Џун Первис из часописа Women's History Review каже да, иако се Тачер мукотрпно борила против сексистичких предрасуда свог времена док се успињала на врх, није уложила напор да олакша пут другим женама. Тачерова није сматрала да права жена захтевају посебну пажњу, јер није, посебно током свог премијерског мандата, сматрала да су женама ускраћена права. Једном је предложила ужи избор жена за сва јавна именовања и предложила да оне са малом децом напусте радну снагу.
Њен став о имиграцији касних 1970-их сматран је делом растућег расистичког јавног дискурса, који Мартин Баркер назива „новим расизмом“.[370] У опозицији, Тачерова је веровала да Национални фронт (НФ) осваја велики број бирача конзервативаца упозорењима против поплаве имиграната. Њена стратегија је била да поткопа наратив НФ-а признавањем да многи од њихових гласача имају озбиљне бриге које треба да реше. Године 1978. критиковала је лабуристичку имиграциону политику како би привукла бираче из НФ-а на конзервативце. Њену реторику пратила је појачана подршка конзервативаца на рачун НФ. Критичари са левице оптужили су је за титрање расизму.
Многе политичке одлуке Тачерове утицале су на Лабуристичку партију која се вратила на власт 1997. под Тонијем Блером. Блер је 1994. године ребрендирао партију „Нови лабуристи“ са циљем да повећа њену привлачност изван њених традиционалних присталица, и да привуче оне који су подржавали Тачерову, као што је „ човека из Есекса“. За њу се каже да је ребрендирање „нових лабуриста“ сматрала својим највећим достигнућем. За разлику од Блера, Конзервативна партија под Вилијамом Хејгом покушала је да дистанцира себе и странку од Тачерине економске политике у покушају да добије шире јавно одобрење.
Убрзо након што је Тачерова умрла 2013. године, први министар Шкотске Алекс Салмонд је тврдио да је њена политика имала „ненамерну последицу“ подстицања шкотске децентрализације. Лорд Фоулкс од Камнока се сложио са писањем Scotland Tonight да је она дала „подстицај“ за деволуцију. Пишући за The Scotsman 1997. године, Тачер се залагала против деволуције на основу тога да ће то на крају довести до независности Шкотске.

### Репутација
Мандат Маргарет Тачер у трајању од 11 година и 209 дана као британске премијерке био је најдужи од периода лорда Солзберија крајем 19. века (13 година и 252 дана, у три периода) и најдужи непрекидни период на функцији од лорда Ливерпула почетком 19. века (14 година и 305 дана).
Пошто је довела Конзервативну странку до победе на три узастопна општа избора, два пута убедљиво, она се сврстава међу најпопуларније партијске лидере у британској историји у погледу гласова датих за победничку партију; преко 40 за странку под њеним руководством укупно је бачено милион гласачких листића. Њене изборне успехе британска штампа је 1987. назвала „историјским хет триком“.
Тачерова је била највише рангирана међу живим особама на истраживању BBC 100 највећих Британаца 2002. године. Године 1999. Timе је Тачерову прогласио једном од 100 најважнијих људи 20. века. Године 2015. била је на врху анкете коју су организовале Scottish Widows, велике компаније за финансијске услуге, као најутицајнија жена у последњих 200 година; и 2016. године заузела је челну позицију на листи Woman's Hour Power, на којој се наводе жене за које се сматра да су имале највећи утицај на животе жена у последњих 70 година, презентоване на на BBC Radio 4. Године 2020. часопис Time уврстио је Тачерино име на своју листу 100 жена године. Изабрана је за жену године 1982. када је под њеном командом почео Фокландски рат, што је резултирало победом Британаца.
За разлику од њеног релативно лошег просечног рејтинга као премијера, Тачерова је од тада високо рангирана у ретроспективним испитивањима јавног мњења и, према YouGov, британска јавност је „види у укупном позитивном смислу“. Непосредно након њене смрти 2013. године, према анкети The Guardian, око половина јавности на њу је гледала позитивно, док је једна трећина на њу гледала негативно. У анкети јавног мњења коју је спровео YouGov 2019, већина Британаца ју је оценила као највећег послератног лидера у Британији (Черчил је био на другом месту). Према анкети, више од четири од десет Британаца (44 одсто) мисли да је Тачерова била „добра“ или „сјајна“ премијерка, у поређењу са 29 одсто који мисли да је била „лоша“ или „ужасна“. Изгласана је за четвртог најбољег британског премијера 20. века у анкети 2011. коју је организовало 139 академика коју је организовао МОРИ. У анкети Универзитета у Лидсу из 2016. године која је обухватила 82 академика специјализована за британску историју и политику после 1945. године, она је изабрана за другог по величини британског премијера после Другог светског рата.

### Прикази у култури
Према позоришном критичару Мајклу Билингтону, Тачерова је оставила „наглашен траг“ на уметности док је била премијерка. Једна од најранијих сатира на Тачер као премијера укључивала је сатиричара Џона Велса (као писца и извођача), глумицу Џенет Браун (која је Тачер) и будућег продуцента Spitting Image Џона Лојда (као копродуцент), које је 1979. удружио продуцент. Мартин Луис за сатирични аудио албум The Iron Lady, који се састојао од скечева и песама које сатире Тачеров успон на власт. Албум је објављен у септембру 1979. Тачерова је била јако сатиризирана на Spitting Image-у, а The Independent ју је означио као „личност из снова сваког стендап комичара“.
Тачерова је била тема или инспирација за протестне песме из 1980-их. Музичари Били Брег и Пол Велер помогли су да се формира колектив Red Wedge који је подржао лабуристе. Позната као Меги од стране присталица и противника подједнако, песма Maggie Out постала је препознатљиви поклич међу левицом током друге половине њеног премијерског мандата.
Велс је пародирао Тачерову у неколико медија. Сарађивао је са Ричардом Инграмсом на лажним писмима Dear Bill, која је објављивана као колумна у часопису Private Eye; објављене су и у облику књиге и постале су ревија са Вест Енда под називом Anyone for Denis?, са Велсом у улози Тачериног мужа. Уследио је ТВ специјал из 1982. године у режији Дика Клемента, у којем је Тачер глумила Анџела Торн.
Од почетка свог премијерског мандата, Тачерова је приказана у низу телевизијских програма, документарних филмова, филмова и представа. Глумила ју је Патриша Хоџ у дуго непродуцираној представи Иана Кертиса The Falklands Play (2002) и Андреа Рајзборо у ТВ филму Дуга шетња до Финчлија (2008). Она је протагонисткиња у два филма, које тумачи Линдзи Данкан у Маргарет (2009) и Мерил Стрип у Челичној лејди (2011), у којима је приказана као да пати од деменције или Алцхајмерове болести. Она је главни лик у четвртој сезони Круне. У серији лик Тачерове игра Џилијан Андерсон.

### Титуле, награде и почасти
Тачерова је постала државни саветник (PC) након што је постала државни секретар 1970. Била је прва жена која је стекла пуноправно чланство као почасни члан Карлтон клуба, након што је постала лидер Конзервативне странке 1975.
Две недеље након оставке, Тачер је именована за члана Ордена за заслуге (ОМ) од стране краљице. Њен муж Денис је истовремено постао наследни барон]]; као његова супруга, Тачер је имао право да користи почасни стил обраћања, што није користио. Она је по титули постала леди Тачер, након њеног накнадног увођења у племићки ред, у Дому лордова.
На Фокландима се Дан Маргарет Тачер обележава сваког 10. јануара, од 1992. у знак сећања на њену прву посету острвима у јануару 1983, шест месеци након завршетка Фокландског рата у јуну 1982.
Тачерова је постала члан Дома лордова 1992. године као бароница Тачер, из Кестевена у округу Линколншир. Након тога, College of Arms јој је одобрио употребу личног грба; дозвољено јој је да ревидира ове грбове када је именована за даму пратиоца Ордена подвезице (LG) 1995. године, највишег витешког реда.
У САД је Тачерова добила Награду слободе Роналда Регана од Реганове председничке фондације 1998. године; проглашена је покровитељем Херитиџ фондације 2006. где је основала Центар за слободу Маргарет Тачер.

## Дела
- The Downing Street Years. HarperCollins. 1993. ISBN 978-0-00-255049-9.
- The Path to Power. HarperCollins. 1995. ISBN 978-0-00-255050-5.
- Statecraft: Strategies for a Changing World. Harper Perennial. 2003. ISBN 978-0-06-095912-8.